# Ferentino
Ferentino (antikens Ferentinum) är en kommun i provinsen Frosinone, i regionen Lazio i Italien. Kommunen hade 20 973 invånare (2018). Ferentinum var en av hernikernas städer. Den erövrades av romarna 364 f.Kr. och deltog inte i revolten år 306 f.Kr. Invånarna blev romerska medborgare efter 195 f.Kr. och staden blev senare en municipium. Staden låg precis ovanför Via Latina. Mellan 1198 och 1557 var det del av påvedömets Campagna och Marittima-provins. Efter andra världskriget har staden haft stark industriell tillväxt.